# Christoph Demantius
Johann Christoph Demantius (15 de diciembre de 1567 - 20 de abril de 1643) fue un compositor alemán, teórico de música, escritor y poeta. Fue un contemporáneo exacto de Monteverdi, y representó una fase de transición en la música luterana de Alemania entre el estilo de Renacimiento polifónico al Barroco temprano.

## Vida
Nació en Reichenberg (ahora Liberec, en la República Checa, norte de Praga cercana a la frontera con Alemania), y probablemente recibió su formación temprana allí, aunque se dispone de poca información sobre esa época. A principios de la década de 1590 se mudó a Bautzen, donde escribió un libro de texto escolar textbook, y en 1593 recibió un grado de la Universidad de Wittenberg. En 1594 se traslada a Leipzig, y en 1597 consiguió el puesto de cantor en Zittau, donde probablemente enseñó al joven Melchior Franck.
Su siguiente empleo, que mantuvo el resto de su vida, fue como cantor de la catedral de Freiberg. Aunque mantuvo el empleo, la guerra de los treinta años, constituyó una dura prueba, en la que fallecieron la mayoría de sus hijos, fruto de cuatro matrimonios diferentes, a causa de las penurias .

## Obra
Demantius fue un compositor muy prolífico, aunque muchos de sus trabajos se han perdido. Estilísticamente fue un sucesor de Lasso, quien también trabajaba en Alemania durante la primera parte de su carrera. Escribió la mayoría de su música antes de la guerra; es probable que los trances de la guerra, incluyendo la falta de presentaciones musicales, le dificultaran componer o publicar.
En el ámbito de la música sacra Demantius escribió motetes, misas, series de Magnificat, conjuntos de salmos, himnos, y un arreglo espléndido de la Pasión según San Juan, una de las obras del género más significativas del Renacimiento tardío. Este trabajo, para seis voces, está considerado el último en el desarrollo de la pasión en motete de Alemania; las obras posteriores acrecentaron el dramatismo, culminando en la Pasión según San Juan de J.S. Bach. El arreglo de Demantius incluye un texto de Isaías capítulo 53 además del texto habitual del Evangelio de San Juan.
Sus motetes son típicos del Renacimiento tardío, y del estilo luterano algunos son en alemán y otros en latín. Fue conservador al evitar algunas innovaciones de las obras barrocas italianas como el estilo concertato y el bajo continuo, ambos ampliamente utilizados en Alemania por 1610; pero también crea un lenguaje musical original,  que utiliza formas y símbolos tradicionales,diferenciándose de la polífonía de Palestrina la polifonía a la sazón ampliamente utilizada por los demás compositores.
También escribió música secular, tanto vocal como instrumental, incluyendo trenodías, bailes, epitálamos, y numerosos otros trabajos ocasionales. Probablemente escribió los textos para su música.
Como teórico musical es conocido por compilar el primer diccionario de términos musicales en lengua alemana. También publicó un libro de texto para enseñar música en las escuelas, Forma musices, en 1592, en Bautzen.